# Короткий лучевой разгибатель запястья
Короткий лучевой разгибатель запястья (лат. Musculus extensor carpi radialis brevis) — мышца предплечья латеральной группы.
В проксимальном отделе несколько прикрыта длинным лучевым разгибателем запястья. В дистальном пересекается отводящей и разгибающей большой палец мышцами. Начинается от латерального надмыщелка плечевой кости, лучевой коллатеральной связки кольцевой связки лучевой кости. Направляясь вниз, переходит в сухожилие, которое залегает рядом с сухожилием длинного лучевого разгибателя запястья во влагалище сухожильных лучевых разгибателей запястья (лат. Vagina tendinum musculi extensorum carpi radialium). Прикрепляется на основании III пястной кости. У места прикрепления сухожилия залегает небольшая сумка короткого лучевого разгибателя запястья (лат. bursa musculi extensoris carpi radialis brevis).

## Функция
Производит разгибание кисти.